# محطة قطار بيلبر
محطة قطار بيلبر (بالإنجليزية: Belper railway station)‏‏ هي محطة قطار في المملكة المتحدة، تُشغلها قطارات إيست ميدلاند. افتُتحت هذه المحطة في 1840، ويبلغ عدد مسارات أرصفتها 2.